# Kaddour El Karrouch
Kaddour El Karrouch (* 1952 in Marokko) ist ein islamischer Theologe, Autor und eine Persönlichkeit des Islam in Deutschland marokkanischer Herkunft. Er lebt seit 1972 in Deutschland und ist Mitglied des Sufiordens Alawiyya, eines von Ahmad al-Alawi (1874–1934) gegründeten Zweiges der Darqawiyya-Schadhiliyya, der 1984 unter der Bezeichnung „Les amis de l’Islam“ registriert wurde. Er war der stellvertretende Vorsitzende (neben Khaled Bentounès) für Deutschland. Er fungiert als Bundesimam des Bundes Muslimischer Pfadfinderinnen und Pfadfinder Deutschlands.

## Schriften
- Mein Leben zwischen zwei Welten – Marokko und Deutschland, Eigenverlag Kaddour El Karrouch, Düsseldorf, 1999.
- Der lügende Hund. Spohr 2003, ISBN 3-927606-29-4.